# (15834) McBride
(15834) McBride est un astéroïde de la ceinture principale.

## Description
(15834) McBride est un astéroïde de la ceinture principale. Il fut découvert le 4 février 1995 à l'Observatoire de Siding Spring par David J. Asher. Il présente une orbite caractérisée par un demi-grand axe de 2,78 UA, une excentricité de 0,26 et une inclinaison de 32,4° par rapport à l'écliptique.

## Compléments